# Aleto (usurpador romano)
Aleto ou Alecto (em latim: Allectus) foi um usurpador romano contra o imperador Diocleciano na Britânia e no norte da Gália entre 293 e 296. Ele assumiu o trono do Império da Britânia depois de assassinar Caráusio, ele próprio também um usurpador.

## História

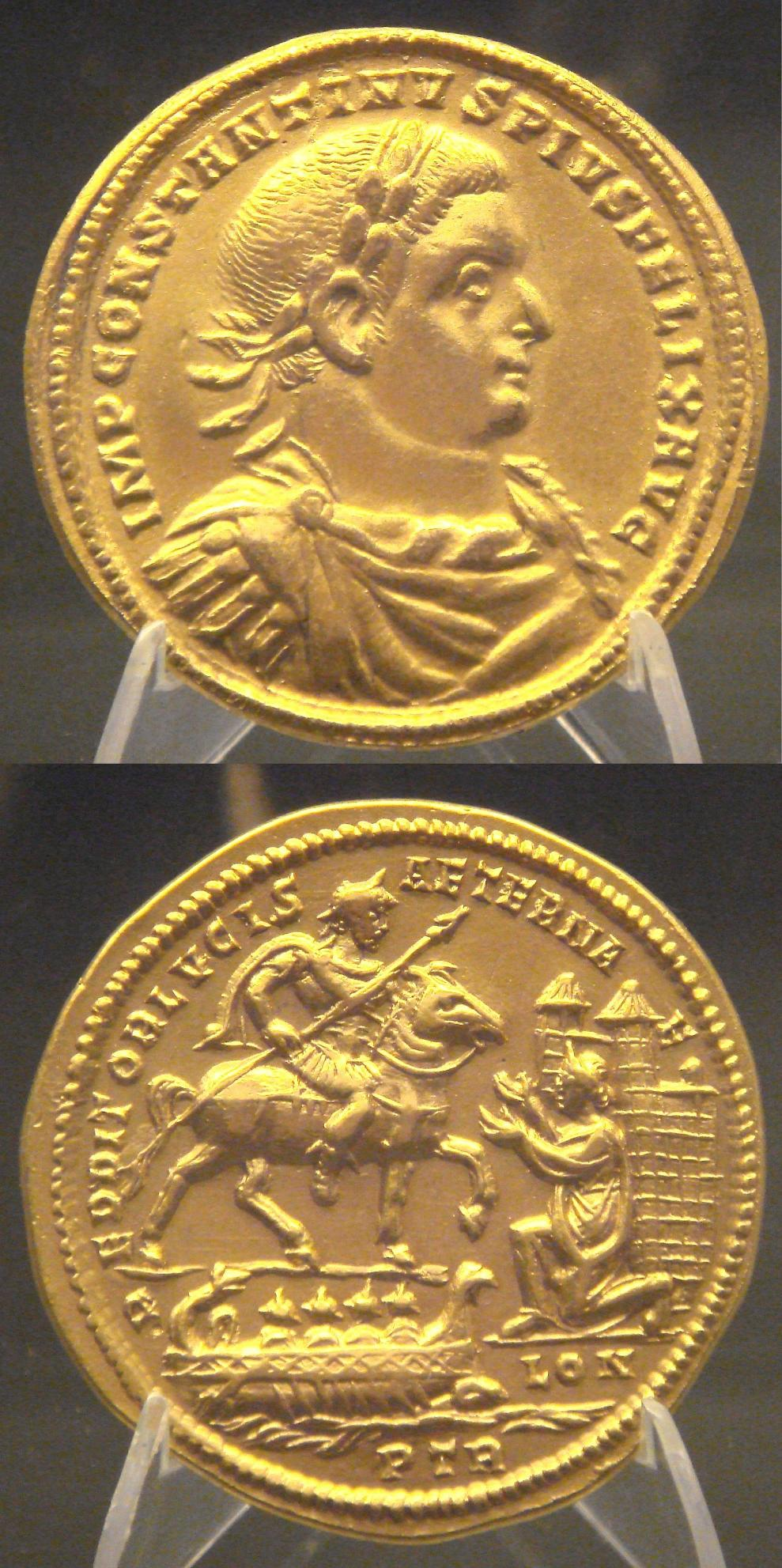
Medalha de Constâncio Cloro como conquistador de Londínio (LON) depois de derrotar Aleto.
Tesouro de Beaurains

Aleto era responsável pelo tesouro de Caráusio, um oficial menápio da marinha romana que havia se revoltado na região em 286. Em 293, ele foi encurralado nas ilhas britânicas quando o césar ocidental, Constâncio Cloro, recuperou alguns dos territórios na Gália, principalmente o crucial porto de Bonônia (Bolonha-sobre-o-Mar), e derrotou seus aliados francos na Batávia. Aleto assassinou Caráusio e assumiu o comando dos rebeldes.
Seu reinado deixou poucos registros, mas suas moedas estão distribuídas de forma similar às de Caráusio. Elas foram encontradas no noroeste da Gália também, indicando que a perda de Bonônia não significou o fim do império rebelde do lado continental do Canal da Mancha.
Constâncio iniciou uma invasão para depô-lo em setembro de 296. Suas forças cruzaram o canal divididas em vários grupamentos. Constâncio pessoalmente liderou um deles, que partiu de Bonônia, mas parece ter sido atrasado pelo mau tempo. Outra divisão, sob o comando do prefeito pretoriano Júlio Asclepiodoto, aproveitou-se de uma pesada neblina para evitar o confronto com os navios de Aleto que vigiavam o canal a partir da Ilha de Wight e desembarcou diretamente perto de Southampton Water, incendiando os navios em seguida. As forças de Aleto foram forçadas a recuar do litoral, mas acabaram encontrando outra divisão de Constâncio e foram derrotadas. O próprio Aleto foi morto nesta batalha, na qual lutou sem nenhuma das insígnias na esperança de que seu corpo não fosse identificado. Arqueólogos sugerem que Calleva Atrebatum (Silchester) foi o local desta batalha. Um outro grupo de tropas romanas que se separou do exército principal durante a travessia conseguiu alcançar o que restou dos homens de Aleto, majoritariamente francos em Londínio e os massacrou. O próprio Constâncio, ao que parece, só alcançou a Britânia quando já estava tudo acabado e seu panegírico alega que ele foi recebido pelos britânicos como um libertador
Caráusio havia utilizado suas moedas com objetivos propagandísticos e alguns dos slogans que ele utilizou, como o de que ele havia restaurado a "liberdade", tinham como alvo o sentimento anti-romano dos britânicos. Constâncio endereçou estas alegações com uma famosa medalha cunhada logo depois de sua vitória na qual ele se intitula Redditor Lucis Aeternae ("Restaurador da Luz Eterna [Roma]").

## Lendas
Godofredo de Monmouth incluiu Aleto em sua lendária "História dos Reis da Britânia" (c. 1136). Nela, Aleto é um oficial enviado com três legiões pelos romanos para depor Caráusio, um rei britânico nativo. Ele o faz, mas seu próprio governo se mostra opressivo e ele acaba, por sua vez, sendo deposto por Asclepiodoto, o duque da Cornualha na versão de Godofredo. As últimas tropas de Aleto foram cercadas em Londínio e se renderam na condição de receberem um salvo-conduto para sair da Britânia. Asclepiodoto concorda, mas logo depois eles são massacrados e têm suas cabeças atiradas no rio Galobroco pelos seus aliados, os venêdotos (Venedócia).